# Pénestin
Pénestin (tiếng Breton: Pennestin) là một xã ở tỉnh Morbihan trong vùng Bretagne tây bắc Pháp. Xã này có diện tích 21,69 km², dân số năm 1999 là 1527 người. Khu vực này có độ cao t 0-38 mét trên mực nước biển.
Cư dân của Pénestin danh xưng trong tiếng Pháp là Pénestinois.
Penestin có nhiều bãi biển đẹp, trong đó nổi bật nhất là La Mine d'Or và Loscolo.